# William Stanley Haseltine

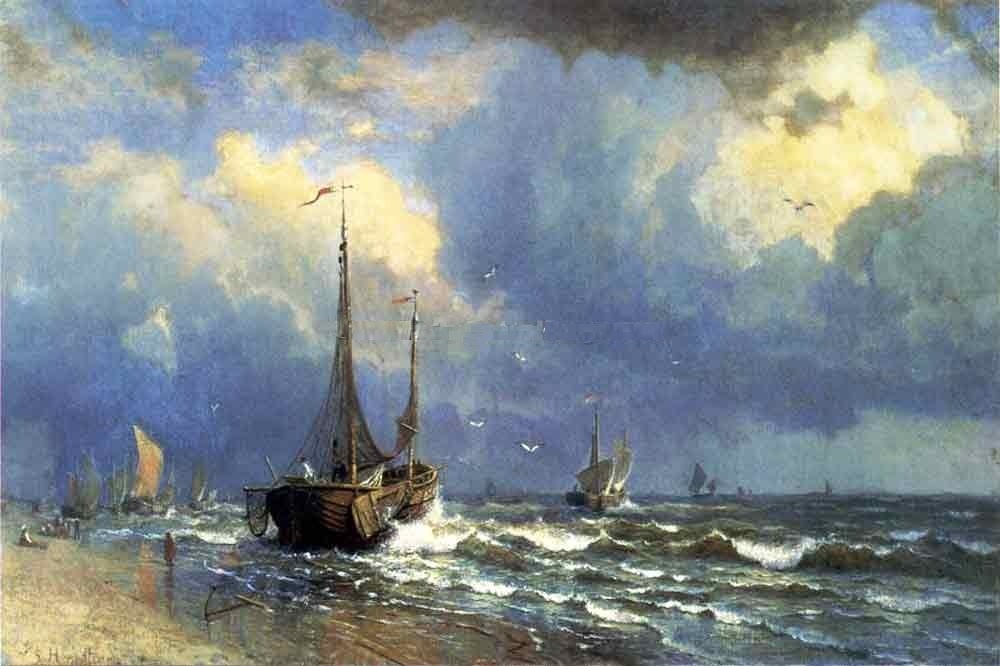
Hollandse kust, 1885.

William Stanley Haseltine (Philadelphia, 11 juni 1835 - Rome, 3 februari 1900) was een Amerikaans kunstschilder. Tussen 1875 en 1885 bezocht hij meermaals Nederland. Ook werkte hij in België.

## Leven en werk
Haseltine was de zoon van een succesvol zakenman en studeerde in 1854 af aan de Harvard-universiteit. Ondertussen was hij ook begonnen met schilderen, waarin hij uiteindelijk zijn roeping vond. In 1853 leerde hij William Trost Richards kennen, die hem introduceerde in werkwijze van de Hudson River School. In 1855 reisde hij naar Düsseldorf, waar hij studeerde bij Andreas Achenbach en Emanuel Leutze. In 1858 keerde hij terug naar de Verenigde Staten, schilderde landschappen bij de Delaware Rivier, om in 1866 weer naar Europa te gaan, aanvankelijk naar Parijs en in 1869 naar Rome. Daar zou hij uitgroeien tot een vooraanstaande figuur in de Amerikaanse emigrantengemeenschap. In 1894 was hij medeoprichter van de Amerikaanse Academie in Rome.
Vanuit Rome bereisde Haseltine ondertussen heel Europa. Tussen 1875 en 1885 bracht hij ook een aantal zomers door in Nederland, waar hij onder andere werkte in Scheveningen en Dordrecht. Geschoold in de stijl van de Hudson River School en de Düsseldorfse School, voegde hij er technieken toe van de Nederlandse zeeschilders uit de zeventiende eeuw, zoals een lage horizon met daarboven indrukwekkende wolkenformaties. Dit is duidelijk te zien in zijn schilderij Hollandse kust uit 1885, dat hij schilderde in Scheveningen. Midden jaren 1880 werkte Haseltine ook wel in België, onder andere in Brugge en Blankenberge.
Hoewel Haseltine zijn leven lang nauwe banden met zijn vaderland bleef onderhouden en er veel werk verkocht, hield hij Rome als zijn woonplaats. Hij overleed er in 1900 op 64-jarige leeftijd. Zijn werk is onder andere te zijn in het Metropolitan Museum of Art en het Brooklyn Museum te New York, het Art Institute of Chicago, het Museum of Fine Arts te Boston en de National Gallery of Art te Washington D.C..